# Arnold Jung Lokomotivfabrik

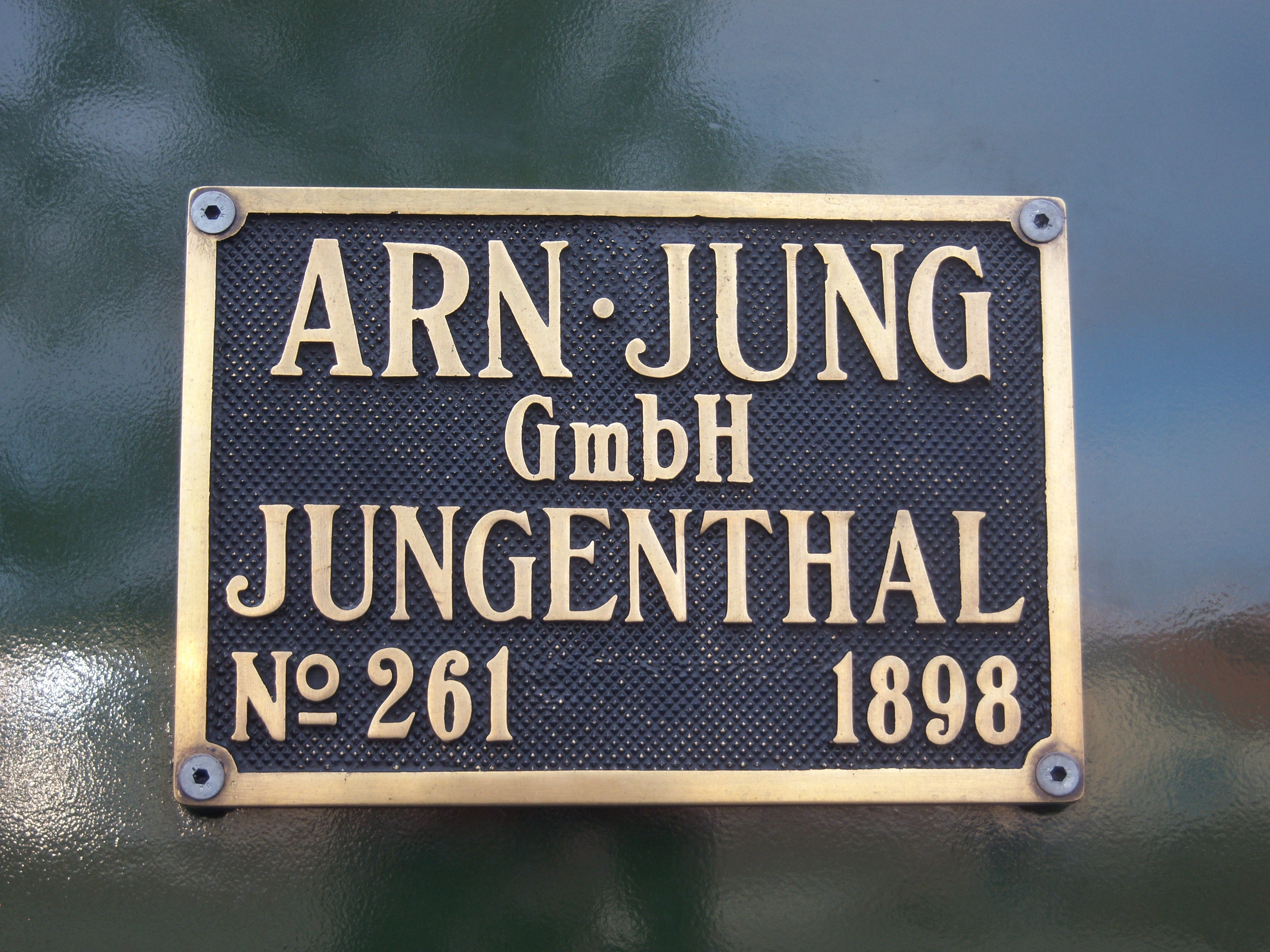

Arnold Jung Lokomotivfabrik (z niem. Fabryka Lokomotyw Arnolda Junga) – dawny producent lokomotyw w dzielnicy Jungenthal miasta Kirchen (Sieg), w Niemczech.

## Historia
Przedsiębiorstwo zostało założone 13 lutego 1885 jako Jung & Staimer OHG przez Arnolda Junga i Christiana Staimera. 3 października 1885 roku dostarczono klientowi pierwszą lokomotywę. W 1913 roku nazwę firmy zmieniono na Arnold Jung Lokomotivfabrik GmbH, Jungenthal.
Zakłady Jung zbudowały ponad 12 000 lokomotyw, w tym ostatnią fabrycznie nową lokomotywę parową we Wschodnich Niemczech dostarczoną w 1959 r. dla Deutsche Reichsbahn.
W latach 50. zakłady Jung budowały również lokomotywy spalinowe, w tym lokomotywy dla Egipskich Kolei Państwowych.
W 1976 produkcję lokomotyw wstrzymano, przestawiając się na produkcję zbrojeniową. Produkowano obrabiarki, opancerzenia, żurawie and mosty czołgowe.
Produkcję w fabryce w Jugenthal zakończono 30 września 1993 roku, natomiast przedsiębiorstwo działa pod marką Jungenthal Systemtechnik GmbH.